# Samu Torsti
Samu Torsti est un skieur alpin finlandais, né le 5 septembre 1991 à Vaasa. Il est spécialiste du slalom géant.

## Biographie
Membre du club de sa ville natale Vaasa, il participe à ses premières courses internationales en 2006 et son premier championnat du monde junior en 2008. Sa première sélection en Coupe du monde a lieu en décembre 2009 à Alta Badia et aux Championnats du monde en 2011 à Garmisch-Partenkirchen.
En 2014, il participe aux Jeux olympiques de Sotchi où il est 21e du slalom géant. Quelques mois plus tard, il collecte ses premiers points en Coupe du monde avec une 13e place au slalom géant de Beaver Creek. Il gagne aussi cet hiver sa première manche dans la Coupe d'Europe à Levi.
En janvier 2017, il enregistre son meilleur résultat en Coupe du monde en terminant dixième du slalom géant d'Adelboden. En mars 2018, il est onzième à Kranjska Gora. Il a fini entre-temps 17e du slalom géant aux Jeux olympiques d'hiver de 2018 à Pyeongchang.
Lors des Championnats du monde 2021, il atteint pour la première fois le top vingt lors de mondiaux avec une douzième place à l'épreuve du parallèle et une quinzième place au slalom géant.

## Palmarès

### Jeux olympiques
| Édition / Épreuve   | Slalom géant |
| ------------------- | ------------ |
| JO 2014 Sotchi      | 21e          |
| JO 2018 Pyeongchang | 17e          |

### Championnats du monde
| Édition / Épreuve           | Slalom géant | Parallèle                        |
| --------------------------- | ------------ | -------------------------------- |
| 2011 Garmisch-Partenkirchen | 32e          | Épreuve inexistante à cette date |
| 2013 Schladming             | 32e          | Épreuve inexistante à cette date |
| 2015 Beaver Creek           | 21e          | Épreuve inexistante à cette date |
| 2017 Saint-Moritz           | Abandon      | Épreuve inexistante à cette date |
| 2019 Åre                    | 25e          | Épreuve inexistante à cette date |
| 2021 Cortina d'Ampezzo      | 15e          | 12e                              |

### Coupe du monde
- Meilleur classement général : 96e en 2015.
- Meilleur résultat : 10e.

#### Classements
| Saison | Général | Slalom | Slalom géant | Super G | Descente | Combiné | Parallèle                        |
| ------ | ------- | ------ | ------------ | ------- | -------- | ------- | -------------------------------- |
| 2015   | 96e     | —      | 26e          | —       | —        | —       | Épreuve inexistante à cette date |
| 2016   | 149e    | —      | 53e          | —       | —        | —       | Épreuve inexistante à cette date |
| 2017   | 112e    | —      | 40e          | —       | —        | —       | Épreuve inexistante à cette date |
| 2018   | 112e    | —      | 38e          | —       | —        | —       | Épreuve inexistante à cette date |
| 2019   | 152e    | —      | 54e          | —       | —        | —       |                                  |
| 2020   | 163e    | —      | -            | —       | —        | —       | 44e                              |
| 2021   | 141e    | —      | 54e          | —       | —        | —       |                                  |

### Coupe d'Europe
- 2e du classement du slalom géant en 2017.
- 9 podiums, dont 2 victoires en slalom géant.

### Championnats de Finlande
- Champion de slalom géant en 2012, 2014, 2015, 2016, 2017, 2019 et 2021.
- Champion de super G en 2016 et 2021.